# Teodor Freidenfelt
Magnus Fredrik Teodor Freidenfelt, född 13 november 1872 i Jönköping, död 14 oktober 1936 i Karlstad, var en svensk fiskeriman.
Teodor Freidenfelt var son till hovrättsrådet Karl-Johan Casimir Freidenfelt. Han avlade mogenhetsexamen 1891 och studerade därefter naturvetenskap vid Lunds universitet och blev filosofie licentiat 1908. Freidenfelt var 1909–1912 statens fiskeristipendiat och utnämndes 1912 till fiskeriintendent i norra distriktet. 1914 erhöll han transport till mellersta distriktet med stationering i Karlstad, en befattning han innehade till 1936. Freidenfelt skrev bland annat avhandlingar om hydrobiologiska frågor som Zur Biologie von Daphnia longiremis und D. cristata samt Sjön Persöfjärden i Norrbottens län. Han behandlade även gösens ålder och tillväxt samt Vänerns olika sikarter. Inom den fiskeribiologiska forskningen införde han matematisk-statistiska metoder och handlade även praktiska frågor Vänernregleringen och flottningen på Klarälvens inverkan på fisket. Freidenfelt intresserade sig även för fiskerilagstiftningen och var 1933–1936 ledamot av insjöfiskerisakkunniga.